# Primera División de Costa Rica 2000/01
Die Saison 2000/01 war die 82. Auflage der Primera División de Costa Rica, der höchsten costa-ricanischen Fußballliga. Die Meisterschaft wurde im Apertura-Clausura-Modus gespielt. Alajuelense gewann den 21. Meistertitel in der Vereinsgeschichte.

## Austragungsmodus
- In der Apertura traten alle Vereine in Hin- und Rückspielen gegeneinander an. Der Sieger der Apertura qualifizierte sich für das Meisterschaftsfinale, der Letztplatzierte musste am Ende der Saison die Relegation bestreiten.
- In der Clausura wurden die zwölf Mannschaften zunächst in 2 Gruppen à 6 Teams aufgeteilt und trafen in Hin- und Rückspielen auf die anderen Gruppenteilnehmer. Die beiden Mannschaften mit den wenigsten Punkten in jeder Gruppe bestritten eine Runde gegen die Teilnahme an der Abstiegsrelegation. Die verbleibenden acht Mannschaften wurden in 2 Gruppen aufgeteilt und spielten in Hin- und Rückspielen je einen Teilnehmer am Clausura-Finale aus. Der Sieger des Clausura-Finales qualifizierte sich für das Meisterschaftsfinale.
- Nach der Clausura spielten die Gewinner von Apertura und Clausura den Meister aus.
- Der Letztplatzierte der Apertura und der Letztplatzierte der Abstiegsrunde der Clausura bestritten ein Spiel gegen den Abstieg.

## Endstand

### Apertura
| Pl.             | Verein                     | Sp. | S  | U  | N  | Tore  | Diff. | Punkte |
| --------------- | -------------------------- | --- | -- | -- | -- | ----- | ----- | ------ |
| 01              | LD Alajuelense (M)         | 22  | 14 | 7  | 1  | 38:17 | 21    | 49     |
| 02              | CS Herediano               | 22  | 11 | 5  | 6  | 40:22 | 18    | 38     |
| 03              | CD Saprissa                | 22  | 12 | 2  | 8  | 37:26 | 11    | 38     |
| 04              | AD Santos de Guápiles      | 22  | 9  | 6  | 7  | 37:25 | 12    | 33     |
| 05              | AD San Carlos              | 22  | 9  | 5  | 8  | 36:35 | 1     | 32     |
| 06              | AD Santa Bárbara           | 22  | 7  | 8  | 7  | 19:27 | −8    | 29     |
| 07              | AD Municipal Pérez Zeledón | 22  | 7  | 7  | 8  | 32:35 | −3    | 28     |
| 08              | CS Cartaginés              | 22  | 8  | 4  | 10 | 23:26 | −3    | 28     |
| 09              | AD Carmelita               | 22  | 6  | 10 | 6  | 22:28 | −6    | 28     |
| 10              | AD Municipal Osa (N)       | 22  | 4  | 9  | 9  | 24:36 | −12   | 21     |
| 11              | AD Limonense               | 22  | 5  | 3  | 14 | 30:35 | −5    | 18     |
| 12              | AD Municipal Puntarenas    | 22  | 5  | 3  | 14 | 19:45 | −26   | 18     |
| Stand: Endstand |                            |     |    |    |    |       |       |        |

### Clausura

#### Hauptrunde

##### Gruppe A
| Pl. | Verein                     | Sp. | S | U | N | Tore  | Diff. | Punkte |
| --- | -------------------------- | --- | - | - | - | ----- | ----- | ------ |
| 01  | LD Alajuelense (M)         | 10  | 8 | 1 | 1 | 25:10 | 15    | 25     |
| 02  | CS Cartaginés              | 10  | 4 | 1 | 5 | 10:13 | −3    | 13     |
| 03  | AD San Carlos              | 10  | 4 | 1 | 5 | 10:14 | −4    | 13     |
| 04  | AD Municipal Pérez Zeledón | 10  | 3 | 3 | 4 | 18:19 | −1    | 12     |
| 05  | AD Municipal Osa (N)       | 10  | 3 | 3 | 4 | 12:16 | −4    | 12     |
| 06  | AD Municipal Puntarenas    | 10  | 3 | 1 | 6 | 16:19 | −3    | 10     |

##### Gruppe B
| Pl. | Verein                | Sp. | S | U | N | Tore  | Diff. | Punkte |
| --- | --------------------- | --- | - | - | - | ----- | ----- | ------ |
| 01  | CS Herediano          | 10  | 6 | 2 | 2 | 21:12 | 9     | 20     |
| 02  | CD Saprissa           | 10  | 5 | 2 | 3 | 26:15 | 11    | 17     |
| 03  | AD Santos de Guápiles | 10  | 3 | 5 | 2 | 9:9   | 0     | 14     |
| 04  | AD Carmelita          | 10  | 3 | 4 | 3 | 14:15 | −1    | 13     |
| 05  | AD Limonense          | 10  | 3 | 1 | 5 | 11:19 | −8    | 10     |
| 06  | AD Santa Bárbara      | 10  | 1 | 3 | 6 | 13:24 | −11   | 6      |

#### Meisterrunde

##### Gruppe A
| Pl. | Verein             | Sp. | S | U | N | Tore  | Diff. | Punkte |
| --- | ------------------ | --- | - | - | - | ----- | ----- | ------ |
| 01  | LD Alajuelense (M) | 6   | 6 | 0 | 0 | 16:1  | 15    | 18     |
| 02  | AD San Carlos      | 6   | 3 | 0 | 3 | 13:14 | −1    | 9      |
| 03  | CD Saprissa        | 6   | 2 | 1 | 3 | 8:10  | −2    | 7      |
| 04  | AD Carmelita       | 6   | 0 | 1 | 5 | 3:15  | −12   | 1      |

##### Gruppe B
| Pl. | Verein                     | Sp. | S | U | N | Tore | Diff. | Punkte |
| --- | -------------------------- | --- | - | - | - | ---- | ----- | ------ |
| 01  | CS Herediano               | 6   | 3 | 2 | 1 | 9:4  | 5     | 11     |
| 02  | CS Cartaginés              | 6   | 2 | 2 | 2 | 9:7  | 2     | 8      |
| 03  | AD Santos de Guápiles      | 6   | 2 | 2 | 2 | 3:6  | −3    | 8      |
| 04  | AD Municipal Pérez Zeledón | 6   | 1 | 2 | 3 | 6:10 | −4    | 5      |

##### Finale
| Sieger Gruppe B | Gesamt | Sieger Gruppe A | Hinspiel | Rückspiel |
| --------------- | ------ | --------------- | -------- | --------- |
| CS Herediano    | 1:3    | LD Alajuelense  | 1:0      | 0:3       |

#### Abstiegsrunde
| Pl. | Verein                  | Sp. | S | U | N | Tore | Diff. | Punkte |
| --- | ----------------------- | --- | - | - | - | ---- | ----- | ------ |
| 01  | AD Municipal Osa (N)    | 6   | 3 | 1 | 2 | 8:6  | 2     | 10     |
| 02  | AD Limonense            | 6   | 3 | 0 | 3 | 7:9  | −2    | 9      |
| 03  | AD Santa Bárbara        | 6   | 2 | 2 | 2 | 8:7  | −2    | 8      |
| 04  | AD Municipal Puntarenas | 6   | 2 | 1 | 3 | 8:9  | −1    | 7      |

### Meisterschaftsfinale
| Sieger Apertura | Gesamt | Sieger Clausura | Hinspiel | Rückspiel |
| --------------- | ------ | --------------- | -------- | --------- |
| LD Alajuelense  | *      | LD Alajuelense  |          |           |

| * | kein Spiel, da Alajuelense beide Runden gewonnen hat |

### Relegation
| Letzter Apertura        | Gesamt | Letzter Clausura        | Hinspiel | Rückspiel |
| ----------------------- | ------ | ----------------------- | -------- | --------- |
| AD Municipal Puntarenas | *      | AD Municipal Puntarenas |          |           |

| * | kein Spiel, da Puntarenas beide Runden als Letzter beendet |